# Чоловік із золотим пістолетом (фільм)
«Чоловік із золотим пістолетом» (англ. The Man with the Golden Gun) — 9-й фільм про англійського суперагента Джеймса Бонда. Екранізація однойменного роману Яна Флемінга.

## Сюжет
До штаб-квартири англійської спецслужби МІ-6 присилають золоту кулю з номером 007 на ній. Начальник МІ-6 «М» вирішує, що це попередження відомого найманого вбивці Франциско Скараманги, який убиває золотими кулями, випущеними із золотого пістолета. «М» пропонує агентові 007 Джеймсу Бонду піти у відпустку і залягти на дно, щоб відвести небезпеку. Але Бонд хоче сам вистежити Скарамангу, чиє обличчя майже ніхто не бачив, і вбити його першим. Для цього він вирушає на пошуки коханки агента 003, якого вбив Скараманга просто на її очах. У неї він забирає золоту кулю і відносить її до лабораторії «Q», де з'ясовується, що кулю виготовив відомий майстер, який виготовляє зброю на замовлення і який живе в Китаї. Бонд допитує його, але той теж не бачив обличчя Скараманги і знає про нього дуже мало. У пошуках Бонду допомагають люди з МІ-6: дівчина Гуднайт і китаєць Гань Фет.

## В ролях
- Роджер Мур — Джеймс Бонд
- Крістофер Лі — Франціско Скараманга
- Брітт Екланд — Мері Гуднайт
- Мод Адамс — Андреа Андерс
- Херве Віллечайз — Нік Нек
- Бернард Лі — M
- Лоїс Максвелл — Міс Маніпенні
- Десмонд Ллевелін — Q
- Кліфтон Джеймс — Шериф Пеппер
- Річард Лу — Гай Фет
- Сун-Тек Оу — Лейтенант Гіп
- Кармен ду Саутой — Сайда